# Fusion de communes en France
Pour un article plus général, voir fusion de communes.
En France, la fusion de communes (regroupement de deux ou plusieurs communes en une seule) a notamment été encadrée par les textes législatifs suivants :
- la loi Marcellin du 16 juillet 1971[1], qui crée le statut de commune associée, mais qui a été relativement peu utilisée ;
- l'article 21 de la loi no 2010-1563 du 16 décembre 2010 de réforme des collectivités territoriales[2], qui remplace la disposition de 1971 et crée le statut de commune nouvelle ;
- la loi no 2015-292 du 16 mars 2015 relative à l'amélioration du régime de la commune nouvelle, pour des communes fortes et vivantes[3] doit faciliter la création de communes nouvelles en instaurant un pacte financier qui garantit pendant trois ans le niveau des dotations de l’État aux communes fusionnant en 2015 ou 2016.

La procédure de fusion fait l'objet des articles L. 2113-1 à L. 2113-5, L. 2113-9, L. 2113-11 et L. 2113-12 du Code général des collectivités territoriales (CGCT).

## Motifs et modalités de la fusion

### Les modalités actuelles
Seules des communes limitrophes peuvent fusionner.

### Motivations
Pour diminuer le nombre trop important de communes (36 700 au 1er janvier 2012).

### Avant 1971

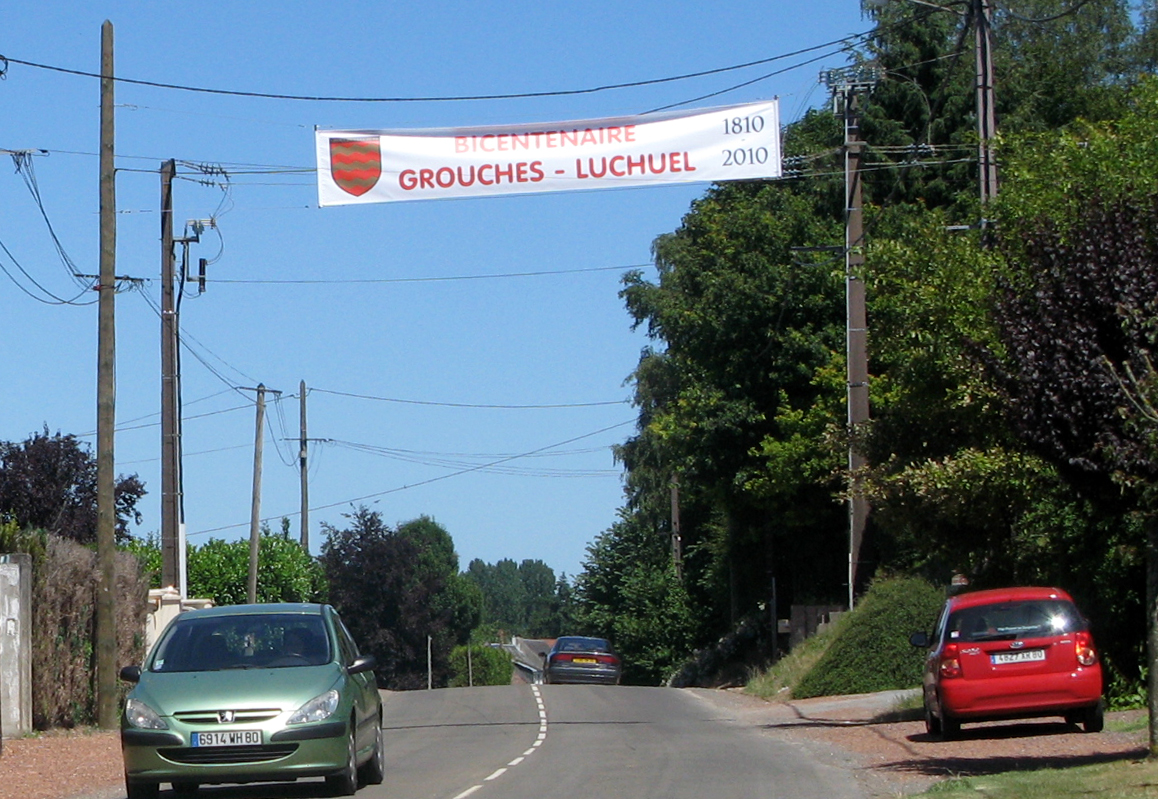
Grouches et Luchuel (Somme), fusionnées en 1810. Un exemple ancien de fusion de communes.

## Chronologie

### De 1971 à 2010
Institué par la loi du 16 juillet 1971 sur les fusions et regroupements de communes, dite « loi Marcellin », le statut de commune associée permet à des communes supprimées lors d'une fusion de conserver quelques particularités, notamment la nomination d'un maire délégué et le maintien d'une mairie annexe, qui demeure par exemple responsable des actes d'état civil. La loi doit également inciter les fusions simples, finalement peu nombreuses.
La loi Marcellin est généralement présentée comme un échec en raison du faible nombre de fusions survenues par rapport au nombre de communes en France, d'autant plus qu'une partie importante de ces fusions ont ensuite été annulées.
Les différents systèmes de coopération intercommunale de projet mis en place à partir des années 1990 sont présentés comme un compromis pour des communes ne souhaitant pas se séparer de leur maire et de leur capacité à agir seules mais manquant de moyens,.

### De 2010 à 2015
La loi no 2010-1563 du 16 décembre 2010 de réforme des collectivités territoriales, remplace la disposition de 1971 et crée le statut de commune nouvelle.
Basée sur le volontariat, cette disposition ne rencontre qu'un succès limité avec la création de 25 communes nouvelles entre 2010 et 2015, impliquant 71 communes au total.

### Depuis 2016
- Liste des communes nouvelles créées en 2016
- Liste des communes nouvelles créées en 2017
- Liste des communes nouvelles créées en 2018
- Liste des communes nouvelles créées en 2019
- Liste des communes nouvelles créées en 2021
- Liste des communes nouvelles créées en 2022
- Liste des communes nouvelles créées en 2023
- Liste des communes nouvelles créées en 2024
- Liste des communes nouvelles créées en 2025